# GYM 엔터테인먼트
GYM 엔터테인먼트(GYM Entertainment)는 2009년에 설립된 대한민국의 연예 기획사이다. 대표로는 그룹 젝스키스의 리더 은지원이다. 소속 가수로는 길미, 미스터 타이푼이 있다. JK 스페이스 엔터테인먼트와 합병하였으나 2016년 4월 분리되어 독립했다.

## 소속 연예인
- 길미
- 미스터 타이푼

## 과거 소속 연예인
- 장희영
- 전민주